# Zbigniew Czajkowski (szermierz)
Zbigniew Czajkowski (ur. 5 lutego 1921 w Modlinie, zm. 8 lutego 2019) – polski zawodnik, trener, teoretyk sportu.
Jeden z najsłynniejszych i najbardziej zasłużonych trenerów współczesnej szermierki na świecie, brał udział w opracowaniu pierwszej polskiej terminologii szermierczej, autor największej liczby książek o tematyce szermierczej w Polsce (ponad 30), od wielu lat autor artykułów dla periodyku Sport Wyczynowy, a także Człowiek i Ruch – Human Movement, The Swordmaster, News Bulletin BAF.

## Życie i działalność
W 1934 wstąpił do lwowskiego Korpusu Kadetów. W okresie wojny więziony w Kołomyi, Stanisławowie, Lwowie, Złoczowie i Starobielsku i w łagrze w Workucie. W 1941 został zwolniony, co pozwoliło mu na przedostanie się do Uzbekistanu, gdzie zaciągnął się do marynarki wojennej i z grupą marynarzy i lotników, przez Persję, Indie, Afrykę Południową i Atlantyk, przeprawił się do Wielkiej Brytanii. W Plymouth zaokrętował się na niszczycielu ORP „Ślązak”. W latach 1942-44 brał udział w walkach na kanale La Manche. Przez ponad rok pływał po Morzu Śródziemnym i Atlantyku, brał też udział w wyprawie na Dieppe, lądowaniu aliantów na Sycylii, bitwie pod Salerno. W 1944 na ORP „Błyskawica”, osłaniał oddziały, które lądowały w Normandii.
W latach 1945–1948 studiował na Uniwersytecie w Edynburgu na Wydziale Lekarskim. Po powrocie do Polski ukończył Akademię Medyczną w Krakowie. W 1953 zrezygnował z kariery lekarza, został trenerem w gliwickim klubie Budowlanych i całkowicie poświęcił się szermierce.
Wielokrotnie reprezentował Polskę we florecie i szabli (zdobywając brązowy medal z drużyną na mistrzostwach świata w Brukseli w 1953). Przez wiele lat był kierownikiem wyszkolenia i naczelnym trenerem Polskiego Związku Szermierczego (trenował wielu mistrzów szermierki, m.in. Egona Franke i Wojciecha Zabłockiego, Bohdana Gonsiora – złotego medalistę MŚ w drużynie szpadzistów, Jacka Bierkowskiego – wicemistrza świata w szabli, Magdalenę Jeziorowską – mistrzynię Europy).
Od 1980 roku pracuje na AWF w Katowicach, jest promotorem licznych prac magisterskich, prowadził prace naukowo-badawcze, wyszkolił ponad 100 trenerów szermierki, którzy pracują z sukcesami w Polsce i za granicą. W czerwcu 2004 otrzymał Doktor Honoris Causa tej uczelni.
 W marcu 2013 przyznano mu Medal „Kalos Kagathos”.
Prowadził też liczne kursy, wykłady i seminaria w zagranicznych uczelniach i ośrodkach sportowych (w Stanach Zjednoczonych, Wielkiej Brytanii, Irlandii, Szwajcarii, Austrii, Rosji i na Ukrainie).

## Publikacje
- Taktyka i psychologia w szermierce, wyd. II zmien. i poszerzone, Katowice 2007, Wydawnictwo AWF w Katowicach, ISBN 978-83-60841-10-5
- Nauczanie techniki sportowej, wyd. II zmien. i poszerzone, seria wyd. Biblioteka Trenera, Warszawa 2004, Centralny Ośrodek Sportu, ISBN 83-86504-95-3
- Understanding fencing – Unity of theory and practice, 2004
- Teoria, praktyka i metodyka szermierki: Wybrane zagadnienia. Theory, practics and methodology of fencing, Katowice 2001, Wydawnictwo AWF w Katowicach, ISBN 83-87478-34-2
- Psychologia sprzymierzeńcem trenera, 1998
- Nawyki czuciowo-ruchowe w działalności sportowej, 1995
- Poradnik trenera, 1994
- Nauczanie techniki sportowej, 1991
- Motywacja w sporcie, 1989
- Trening szermierza, 1988
- Szermierka. Floret, Warszawa 1987, Wydawnictwo Sport i Turystyka, ISBN 83-217-2570-8
- Taktyka i psychologia w szermierce, 1984
- Taktyka szermierki, 1982
- Szermierka na szpady (technika-taktyka-trening-walka), Warszawa 1977, Wydawnictwo Sport i Turystyka
- A modern conception of fencer's training, 1974
- Teoria i metodyka współczesnej szermierki, 1968